# ژاک لوپز
ژاک لوپز (انگلیسی: Jacques Lopez؛ زادهٔ ۲۷ آوریل ۱۹۶۱) بازیکن فوتبال اهل فرانسه است.
از باشگاه‌هایی که در آن بازی کرده‌است می‌توان به باشگاه فوتبال المپیک مارسی، باشگاه فوتبال کن، و باشگاه فوتبال دیژون اشاره کرد.